# Sceloporus samcolemani
Espèce
Synonymes
- Sceloporus scalaris samcolemani Smith & Hall, 1974

Statut de conservation UICN

 LC  : Préoccupation mineure
Sceloporus samcolemani est une espèce de sauriens de la famille des Phrynosomatidae.

## Répartition
Cette espèce est endémique du Mexique. Elle se rencontre dans les États du Coahuila et du Nuevo León.

## Étymologie
Cette espèce est nommée en l'honneur de Sam Coleman.

## Publication originale
- Smith & Hall, 1974 : Contributions to the concepts of reproductive cycles and the systematics of the scalaris group of the lizard genus Sceloporus. Great Basin Naturalist, vol. 24, no 2, p. 97-104 (texte intégral).